# David Marazzi
David Marazzi (Losanna, 6 settembre 1984) è un ex calciatore svizzero, di ruolo centrocampista.

## Carriera
Il 23 settembre 2013 viene annunciato il suo trasferimento dall'Aarau al Servette. Firma per un anno con un'opzione per una stagione supplementare. Gioca la sua prima partita con la maglia granata il 23 settembre 2013 allo Stadio comunale di Cornaredo contro il Lugano, sostituendo Kevin Bua durante il secondo tempo. Il 6 ottobre 2013, in occasione della partita casalinga contro lo Sciaffusa, gioca la sua prima partita da titolare e segna anche la sua prima rete per la squadra ginevrina.